# Argentine (papillon)
Spatalia argentina
Pour les articles homonymes, voir Argentine (homonymie).
Espèce
L‘Argentine (Spatalia argentina) est une espèce d'insectes lépidoptères appartenant à la famille des Notodontidae.
- Répartition : sud et est de l’Europe et Asie mineure.
- Envergure du mâle : de 16 à 18 mm.
- Période de vol : d’avril à août.
- Habitat : surtout forêts de chênes.

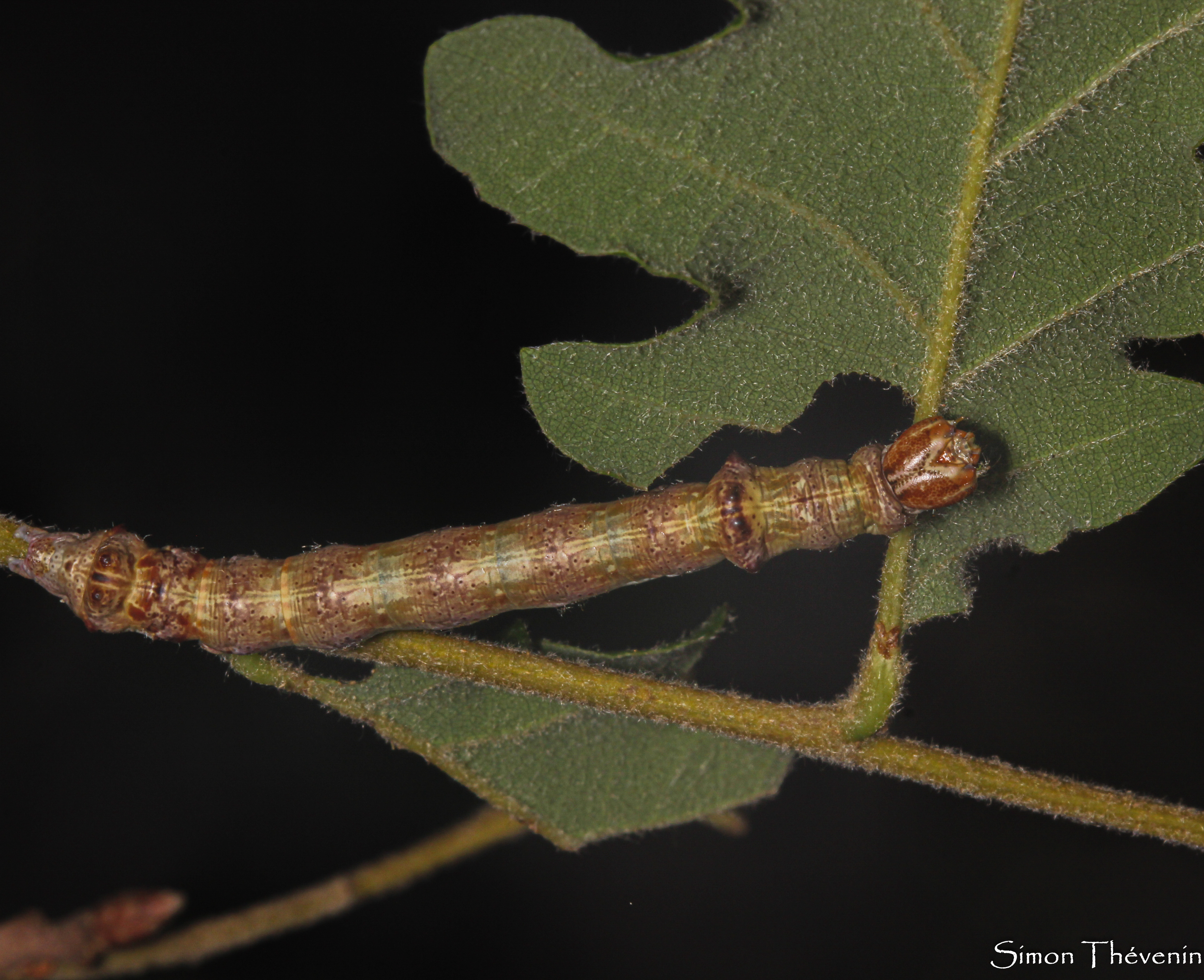
Spatalia argentina (Argentine) chenille dernier stade sur Quercus pubescens

- Plantes-hôtes : divers Quercus.

## Source
- P.C. Rougeot, P. Viette, Guide des papillons nocturnes d'Europe et d'Afrique du Nord, Delachaux et Niestlé, Lausanne 1978.